# Казалвекио ди Пуља
Казалвекио ди Пуља (итал. Casalvecchio di Puglia) је насеље у Италији у округу Фођа, региону Апулија.
Према процени из 2011. у насељу је живело 1625 становника. Насеље се налази на надморској висини од 471 м.

## Становништво
| 1951. | 1961. | 1971. | 1981. | 1991. | 2001. | 2011. |
| ----- | ----- | ----- | ----- | ----- | ----- | ----- |
| 3.181 | 2.862 | 2.472 | 2.602 | 2.410 | 2.167 | 1.939 |